# Нагорный район (Харьков)
Наго́рный райо́н (укр. Нагірний район), старое название Северный район — историческая, самая старая часть города Харькова.

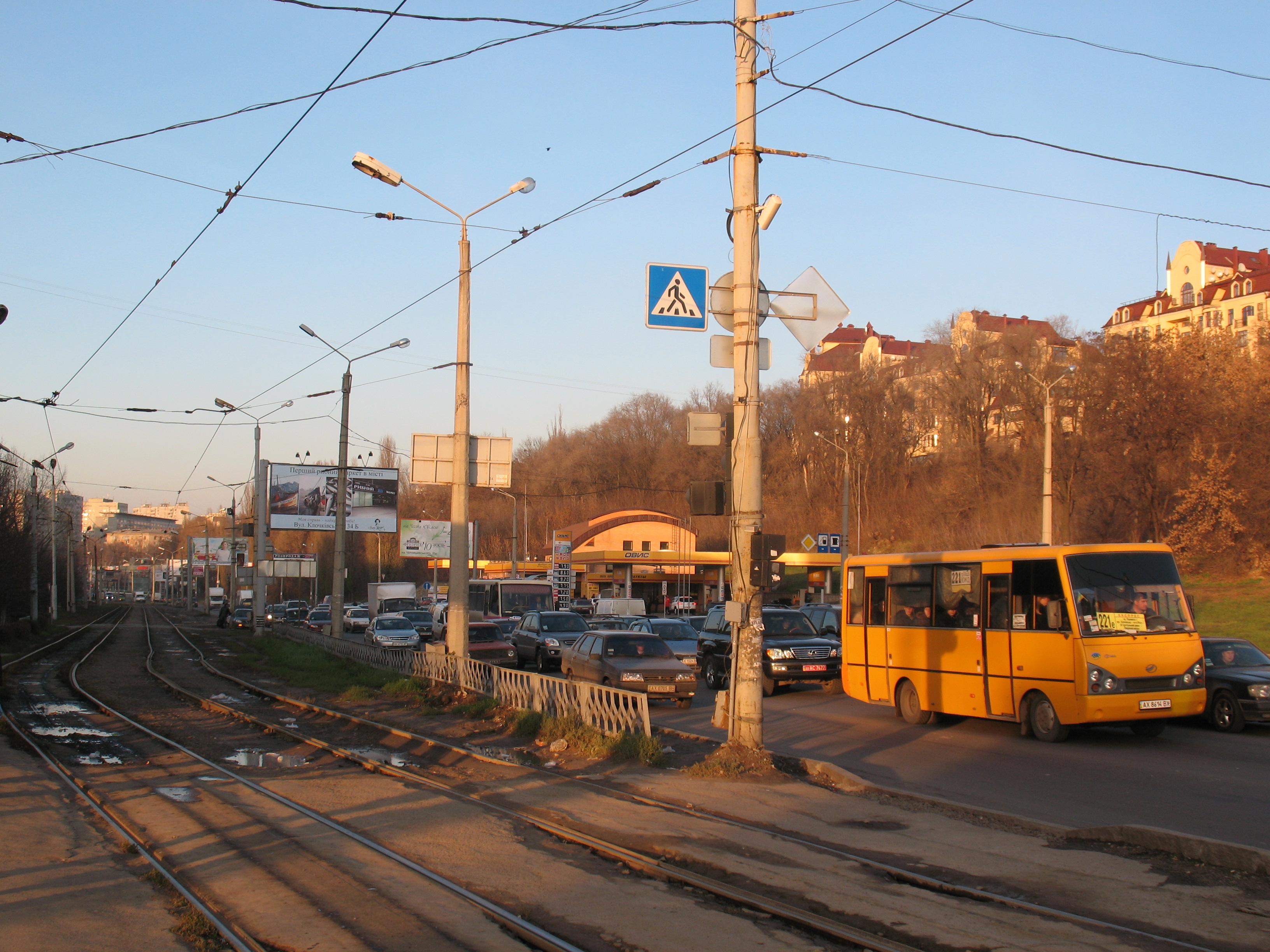
Нагорный район со стороны Клочковской. Вверху ул. Данилевского

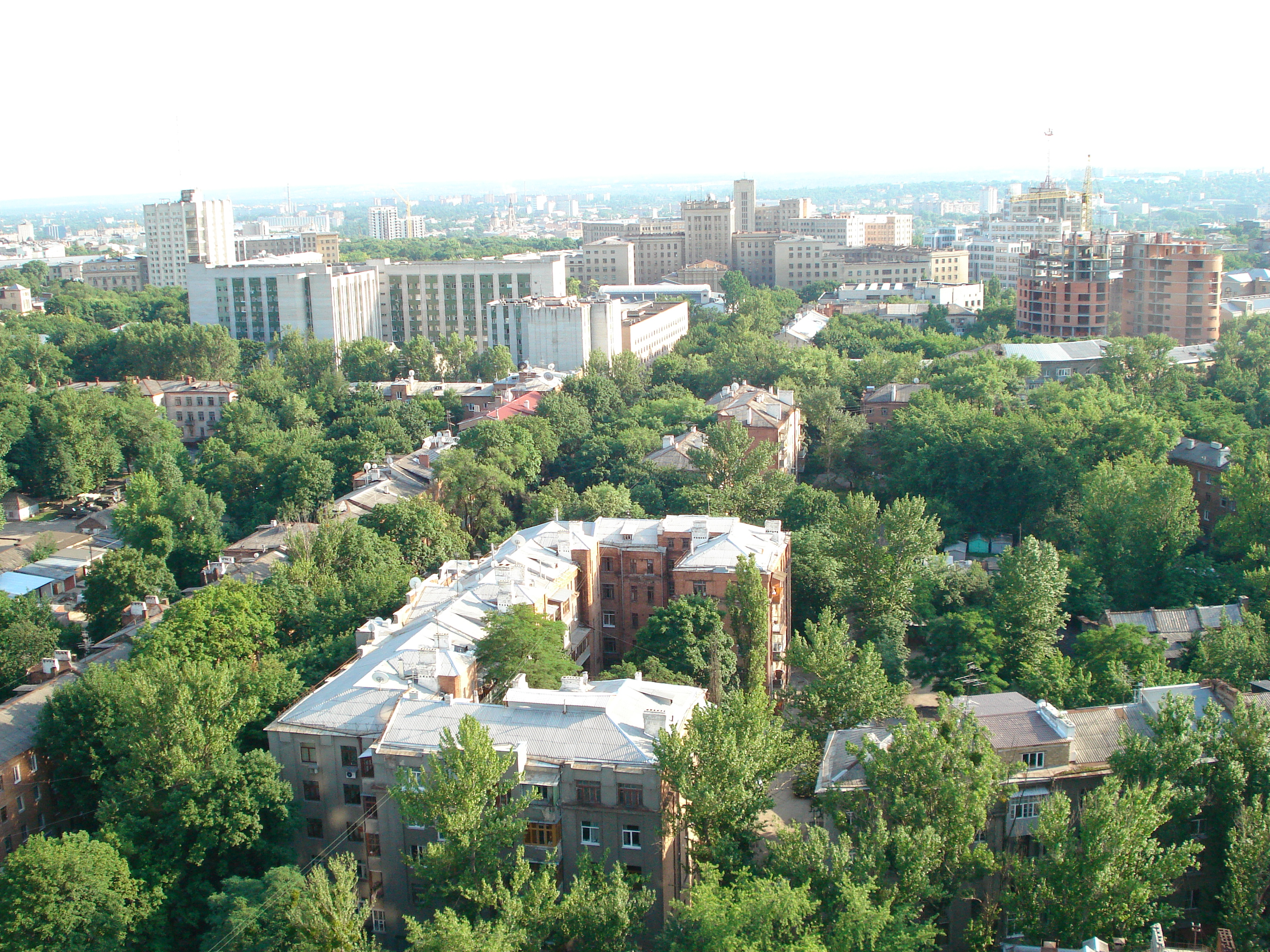
Вид на дом «Слово», областную больницу, гостиницу «Харьков», университет, Госпром со стороны парка Горького. 2007

В широком смысле так называют находящийся на горе над обрывом в междуречье рек Лопань и Харьков район, ограниченный с севера Саржиным яром.
Как район современного города образовался в XVII веке (существуют различные даты основания, от 1630 до 1654 года). Достоверно заселён более двух тысяч лет; город (Университетская горка) с Х либо XII века; полностью опустошён во время половецкого либо монголо-татарского нашествия.
Включает в себя большую часть Киевского и около трети Шевченковского административных районов города.
В Нагорном районе проживает более 150 тысяч жителей.
В центре Нагорного района находится площадь Свободы.

## Географическое положение
Нагорный район — самый южный край Среднерусской возвышенности и самая возвышенная часть города Харьков, вытянутая с юго-запада на север.
В широком смысле ограничен долинами рек Лопань, Саржинка (приток Лопани), Харьков (река), Очеретянка (приток Харькова), а с севера — Лозовским яром за Окружной дорогой, а сам возвышенный район Среднерусской возвышенности тянется до Белгорода и далее. На юго-западе район сходится в одну точку и образует мыс над стрелкой рек Лопани и Харькова, где издревле селились люди.
Центральной осью района является Харьковское шоссе (M-18, М-20), являющаяся одним целым с улицей Сумской.
С севера район (в узком смысле) примыкает к Павлову Полю и ограничен Саржиным яром и линией, проходящей от Саржина яра по балке реки Саржинки через Померки к посёлку Жуковского через Харьковское шоссе. С востока район примыкает к Журавлёвке и ограничен Журавлёвскими склонами — обрывом к реке Харьков ниже улицы Пушкинской и выше улицы Шевченко. С юга район ограничен северной границей площади Конституции, то есть Университетской горкой. С запада ограничен Лопанскими склонами — высоким берегом реки Лопань ниже улицы Рымарской, зоопарка, проспекта Науки и выше улицы Клочковской.

## Основные транспортные коммуникации
- Продольные — улицы Сумская, Рымарская, Тринклера, Пушкинская, Чернышевская, Алчевских, проспект Науки.
- Поперечные — улицы Маршала Бажанова, Жён Мироносиц, Гиршмана, Иванова, Ярослава Мудрого, Веснина, спуск Клочковский, улицы Культуры, Динамовская.

С различными частями города Нагорный район связан тремя линиями метро и многочисленными линиями наземного транспорта.
С Захарьковом (проспект Героев Харькова, Салтовка) связан только тремя автомобильными мостами через Лопань: Чигиринским (спуск из района — ул. Бажанова), Моисеевским (спуск Веснина) и дамбой Героев труда (спуск Жилярди).
С Залопанью связан Новым мостом, Кузинским путепроводом (с Холодной и Лысой горами), Ивановским (снята проезжая часть), Рогатинским, Бурсацким, Купеческим и Лопанским мостами.

## Достопримечательности
- Площадь Свободы.
- Госпром.
- Дом «Слово».
- Дом с химерами.
- Харьковский университет.
- Харьковский зоопарк.
- Улица Сумская.
- Улица Пушкинская.
- Улицы Жён Мироносиц и Дарвина.

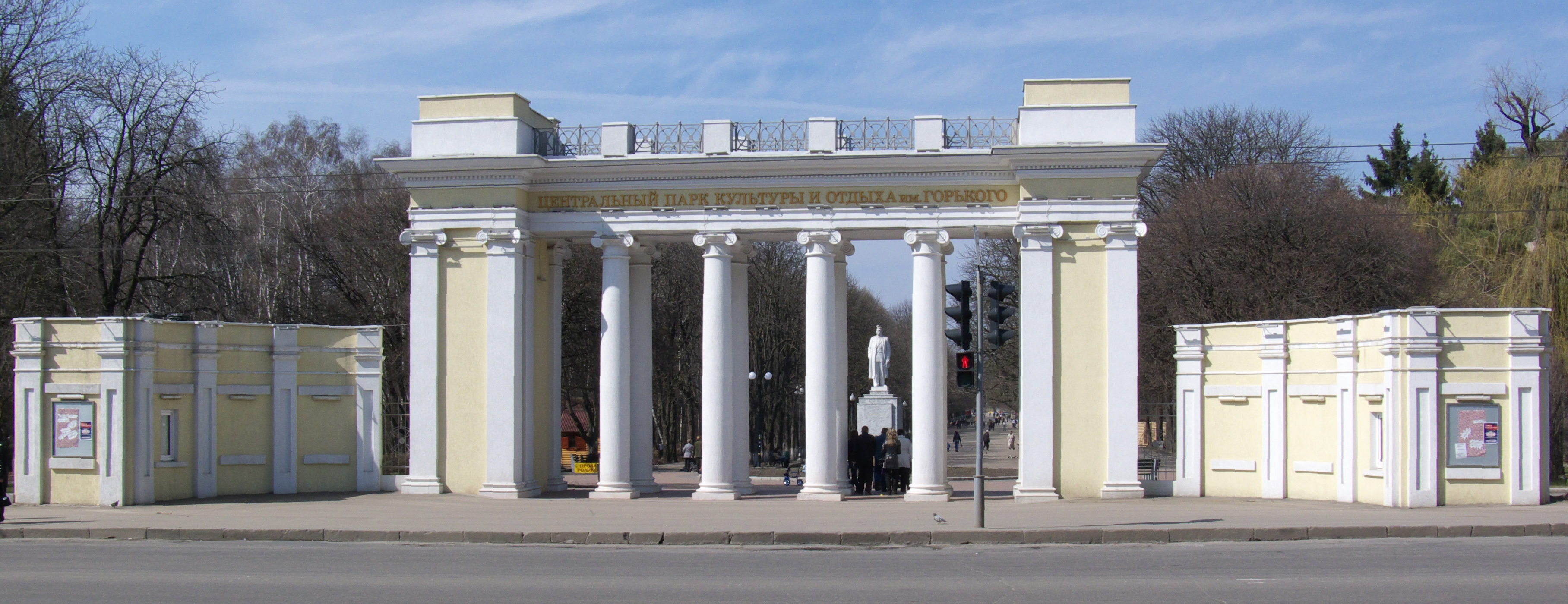
Колоннада парка Горького

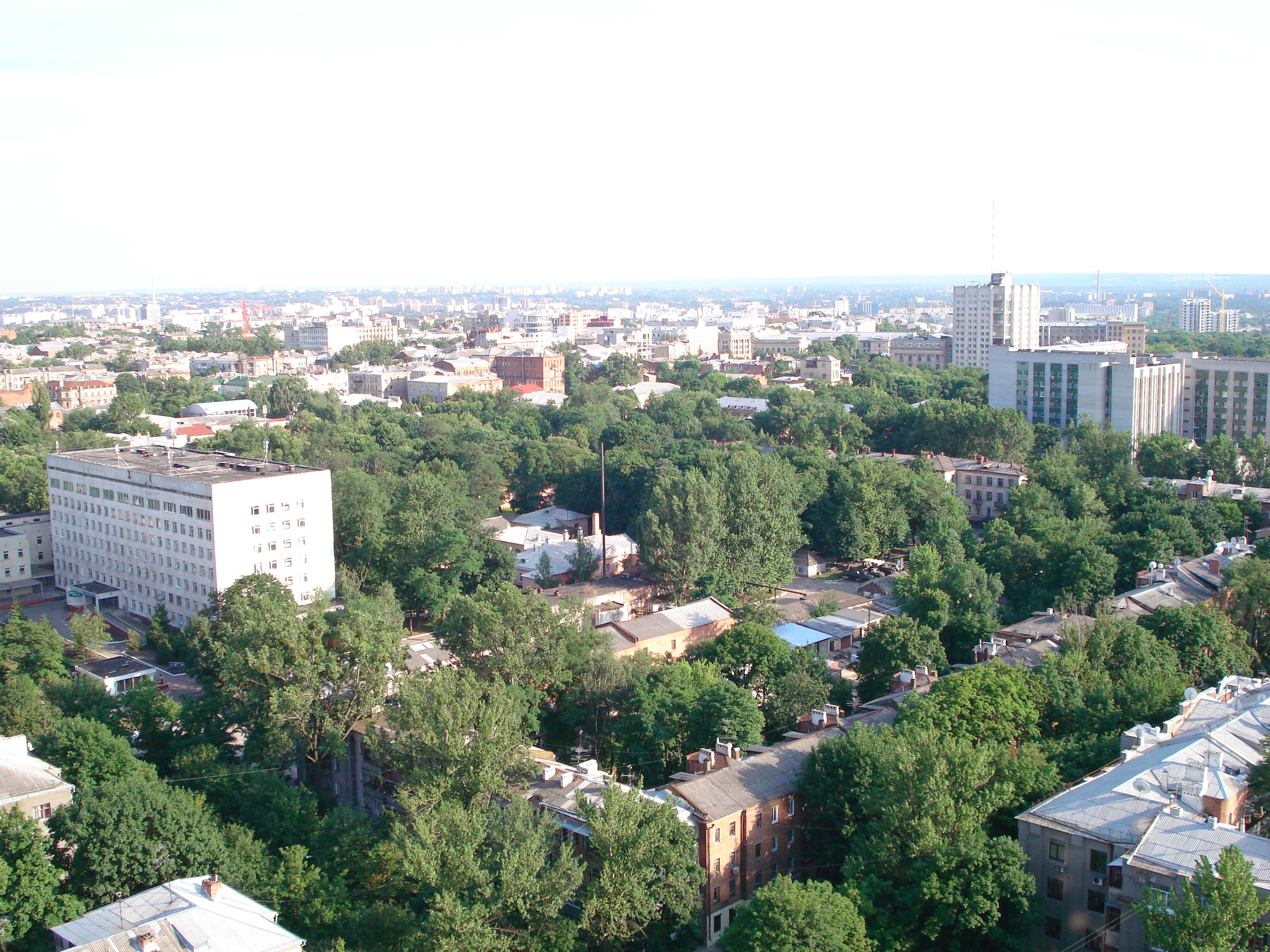
Военный госпиталь на ул. Тринклера и Культуры

- Харьковский политехнический институт.
- Молодёжный парк.
- Парк Горького.
- Детская железная дорога «Малая Южная».
- Харьковский ипподром. В 1910-х годах на нём проводились велогонки и полеты аэронавтов, в 1920-х, до постройки Площади Свободы — демонстрации трудящихся.

В районе имеется большое кольчество архитектурных и скульптурных памятников.

## Районы внутри района

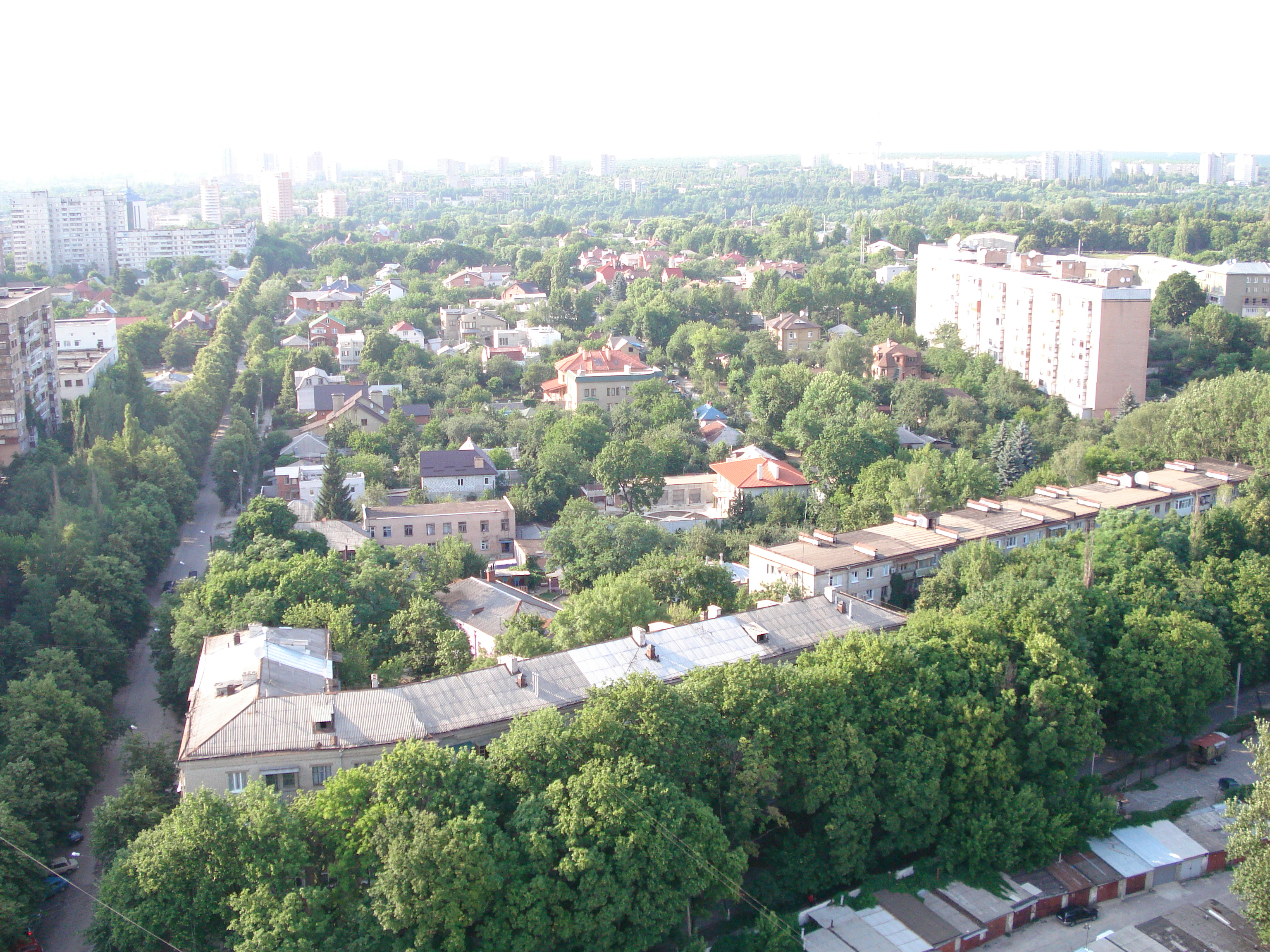
Улица Шатиловская на Шатиловке. Вид в сторону Саржина Яра

- Университетская горка — исторический центр города.
- Сосновая горка — небольшой район над ул. Клочковской.
- Загоспромье — район между Госпромом и Шатиловкой.
- Шатиловка (Харьков) или Шатилова дача — район между ХНУРЭ, проспектом Науки и парком Горького, расположенный над Саржиным яром. На территории Шатиловки находится стадион «Динамо».
- Сад Шевченко (первоначально Университетский сад) с зоопарком и старым Ботаническим садом университета.
- Парк Горького (первоначально Николаевский парк) и Сокольники.
- Район городских кладбищ — первое, второе, братские и тринадцатое кладбища Харькова в конце улицы Пушкинской, над журавлёвскими склонами.
- Сокольники (Харьков).
- Мемориал (Харьков).
- Померки.

## Исторические факты
- Район заселён в первом тысячелетии нашей эры последовательно сменяющими друг друга культурами — от салтово-маяцкой до тюркской.
- В Нагорном районе Харькова, крупнейшего железнодорожного узла Юго-Восточной Европы, из-за большого перепада высот нет никаких железнодорожных путей (кроме трамвайных и Малой Южной; впрочем, до 2009 года харьковский трамвай имел железнодорожный гейт).
- В 1943 году Нагорный район, центр, запад и восток города (кроме юго-запада и юго-востока) были освобождёны от вермахта 23 августа. Символом победы стал красный флаг над Госпромом, водружённый утром 23 августа[5].
- Уникальный факт: оба раза, утром 16 февраля 1943 года и утром 23 августа, первыми освободили сердце Харькова — площадь Дзержинского — воины 183 стрелковой дивизии полковника Василевского. Только в феврале они вошли на площадь со стороны Алексеевки, а в августе — прямо по Сумской[5].
- В 1930 году был построен Нагорный телефонный узел (памятник архитектуры конструктивизма) на улице Иванова, в послевоенное время включавший в себя АТС-32,33,35,36,37,38,40,43,44,45,47.[6]